# 現代中央党
現代中央党（げんだいちゅうおうとう、スロベニア語：Stranka modernega centra、SMC）は、かつてスロベニアに存在した政党。元同国首相のミロ・ツェラルがほとんどの期間、党首を務めていた。

## 沿革
2014年6月2日の結党大会において、ミロ・ツェラルの党（Stranka Mira Cerarja、SMC）として設立された。設立の契機となったのは、同年5月3日に当時の首相アレンカ・ブラトゥシェクが辞任したことであった。設立から6週間後、7月13日の議会選挙では、得票率34.6%で国会で最多の36議席を獲得した。ミロ・ツェラルは議会の指名を受けて首相に就任した。
9月18日、ツェラル内閣が発足し、SMCはスロベニア年金受給者の民主党（DeSUS）と社会民主党（SD）との連立政権で主導権を握った。
11月21日、リスボンで開催された欧州自由民主同盟（ALDE）大会で、ALDEの正会員として認められた。
2015年3月7日の党大会で、党名が現代中央党に変更された。
2018年の総選挙では、記録的な大勝となった前回とは一転して得票率9.8%、わずか10議席を獲得するに留まった。その直後の党幹部会で、当時副党首で国会議長でもあったミラン・ブルグレズが全会一致で除名処分を受けた。ブルグレズは、この除名処分は自らが党の一部の決定に反対してきたことや、右派のスロベニア民主党との提携に異議をはさんだためだろうと述べた。ブルグレズはさらに、この処分は自らが国会議長への再選をねらっているという観測が浮上したのちに突如なされたとして、そのうわさがツェラルを激怒させ、追放処分へ走らせたのであろうと持論を展開した。ツェラル政権時代、両者は政府の政策をめぐって折り合いが悪く、ツェラルがブルグレズに辞任を求めることもあった。2019年の党大会で、ズドラヴコ・ポチヴァルシェクが後任の党首に選出された。
2020年にヤネス・ヤンシャを首班とする内閣が発足すると連立入りしたが、これに対してツェラルは、党がもはや「結党の価値観を追求」しなくなっていると述べ離党した。ツェラルはほかの党員にも、後に続くよう呼びかけた。
2021年12月4日、国会に議席を有しない経済活動党と合流し、新党「コンクレトノ」を設立した。これによって、欧州自由民主改革党における会員資格も失った。